# Catedral basílica de Nuestra Señora (Ottawa)
La Basílica Catedral de Nuestra Señora (en inglés: Notre-Dame Cathedral Basilica; en francés: Basilique-cathédrale Notre-Dame) es una basílica menor católica en Ottawa (Canadá), situada en 385 Sussex Drive, en la Ciudad Baja. Fue clasificada como sitio histórico nacional de Canadá en 1990. Es la sede de la arquidiócesis de Ottawa-Cornwall.
Sobre este solar en un principio hubo una pequeña iglesia de madera dedicada a St. Jacques (Santiago) y construida en 1832. Esta primera edificación fue destruida en 1841 para dar paso a una iglesia más grande, diseñads por el constructor local Antoine Robillard y el padre John Francis Canon, que solicitó un diseño neoclásico. 
La edificación principal se completó en 1846. En 1847, la iglesia fue designada la catedral de Bytown y Joseph-Bruno Guigues fue nombrado primer obispo.
La iglesia fue renovada y restaurada a finales de 1990. Los servicios se llevan a cabo en francés y en Inglés.